# Liste der Bodendenkmäler in Eresing
Auf dieser Seite sind die Bodendenkmäler in der oberbayerischen Gemeinde Eresing zusammengestellt. Diese Tabelle ist eine Teilliste der Liste der Bodendenkmäler in Bayern. Grundlage ist die Bayerische Denkmalliste, die auf Basis des Bayerischen Denkmalschutzgesetzes vom 1. Oktober 1973 erstmals erstellt wurde und seither durch das Bayerische Landesamt für Denkmalpflege geführt wird. Die folgenden Angaben ersetzen nicht die rechtsverbindliche Auskunft der Denkmalschutzbehörde.

## Bodendenkmäler in Eresing
| Lage                             | Objekt | Akten-Nr.     | Bild           |
| -------------------------------- | --- | ------------- | -------------- |
| (Standort)                       | Verebnete Grabhügel vorgeschichtlicher Zeitstellung. | D-1-7832-0201 |                |
| (Standort)                       | Burgstall des Mittelalters und der frühen Neuzeit (Hofmarkschloss Eresing). | D-1-7832-0010 |                |
| (Standort)                       | Reihengräberfeld des frühen Mittelalters. | D-1-7832-0060 |                |
| (Standort)                       | Straße der römischen Kaiserzeit (Teilstück der Trasse Augsburg-Brenner). | D-1-7832-0099 |                |
| (Standort)                       | Straße der römischen Kaiserzeit (Teilstück der Trasse Augsburg-Brenner). | D-1-7832-0119 |                |
| Kaspar-Ett-Straße 12 (Standort)  | Untertägige mittelalterliche und frühneuzeitliche Befunde im Bereich der katholischen Pfarrkirche St. Ulrich in Eresing und ihres Vorgängerbaus. | D-1-7832-0121 | weitere Bilder |
| (Standort)                       | Untertägige spätmittelalterliche und frühneuzeitliche Befunde im Bereich des ehemaligen Hofmarkschlosses Emming mit der katholischen Schlosskapelle St. Ottilia (heute Teil des Klosters St. Ottilien) und abgegangenen Wohn- und Wirtschaftsbauten. | D-1-7832-0122 | weitere Bilder |
| Windacher Straße 20 (Standort)   | Untertägige mittelalterliche und frühneuzeitliche Befunde im Bereich der katholischen Kapelle St. Ulrich bei Eresing mit Eremitenwohnung sowie Quellheiligtum der römischen Kaiserzeit.                                                              | D-1-7832-0123 | weitere Bilder |
| Erzabtei St. Ottilien (Standort) | Körpergräber der Latènezeit. | D-1-7832-0150 | weitere Bilder |
| St. Georg-Straße 7 (Standort)    | Untertägige spätmittelalterliche und frühneuzeitliche Befunde im Bereich der katholischen Filialkirche St. Georg in Pflaumdorf. | D-1-7832-0167 | weitere Bilder |